# Stenoglottis longifolia
Stenoglottis longifolia es una especie de orquídea  con hábitos terrestres, originaria del sur de África.

## Descripción
Es una orquídea robusta y corpulenta de gran tamaño con hábitos terrestres, epífitas o litófitas que está estrechamente vinculada a Stenoglottis fimbriata ya que puede ser sinonimia, aunque la planta es mucho más robusta que S. fimbriata.  con numerosas hojas oblanceoladas o estrechamente oblongas, agudas, de color verde claro que tienen bordes ondulados: Florece en otoño en una inflorescencia erecta, terminal de 35 cm de largo, dispuesta en forma de racimo con muchas flores.

## Distribución
Se encuentra en lugares frescos con hábitos terrestres o litófitas en KwaZulu-Natal, Sudáfrica, en el humus o en las rocas cubiertas de musgo, en los afloramientos rocosos en alturas de 300 a 1300 metros.